# Гран-при Штутгарта и региона
Гран-при Штутгарта и региона (англ. Women's Cycling Grand Prix Stuttgart & Region) — шоссейная однодневная велогонка, проходящая по территории Германии с 2023 года.

## История
Штутгарт принимал заключительный этап Тура Германии в 2018 и 2022 году, Чемпионат Германии в 2021 году, а также проводит любительские соревнования Brezel Race Stuttgart & Region. В рамках последнего в 2023 году была создана данная гонка которая сразу вошла в Женский мировой шоссейный календарь UCI.
В 2024 году  гонка повысила свой статус войдя в календарь Женской ПроСерии UCI.
Директором гонки стала бывшая велогонщица и олимпийская чемпионка Лиза Бреннауэр.
Маршрут гонки проходит в административнрм округе Штутгарт между городами Тамм и Штутгарт. Профиль трассы холмистый. Протяжённость дистанции чуть больше 100 км.

## Призёры
| Год  | Победитель          | Второй             | Третий             |
| ---- | ------------------- | ------------------ | ------------------ |
| 2023 | Елена Пирроне       | Катрин Швайнбергер | Линда Ридманн      |
| 2024 | Элеонора Гаспаррини | Lieke Nooijen      | Mareille Meijering |
| 2025 |                     |                    |                    |